# 15-та окрема механізована бригада (Україна)
15-та окрема механізована бригада (15 ОМБр, в/ч А0610) — з'єднання механізованих військ Сухопутних військ Збройних сил України, яке існувало у 1992—2004 і 2016—2018 роках.

## Історія

### І формування
На початок 1991 р. 17-та гвардійська мотострілецька дивізія мала «штатний» для мотострілецької дивізії танковий парк, укомплектований застарілими танками Т-55.
Рішенням Міністра оборони України в вересні 1992 року 17-та гвардійська мотострілецька дивізія перетворюється в 15-ту окрему механізовану бригаду. При цьому 56-й гвардійський мотострілецький полк був переданий до складу Державного комітету України з питань охорони державного кордону, де на його основі був створений в місті Івано-Франківську 2-й навчальний прикордонний загін.
318-й мотострілецький, 1160-й зенітний ракетний і 90-й гвардійський самохідно-артилерійський полки були передані до складу 66-ї механізованої дивізії, де на їх базі створили 200-й механізований, 300-й зенітний ракетний і 93-й самохідно-артилерійський полки відповідно.
У липні 1996 року на посаду командира бригади був призначений Генадій Петрович Воробйов, який командував з'єднанням до 1998 року.
Указом Президента України від 30 жовтня 2000 року № 1173/2000 15-й окремій механізованій бригаді було надано найменування 15-та окрема гвардійська механізована Єнакієвсько-Дунайська орденів Червоного прапора і Суворова бригада. А в 2004 році бригада була розформована.

### II формування
Наприкінці березня — на початку квітня 2016 р. бригада брала участь у військових навчаннях у Херсонській області. В контексті даних навчань, удосконалювались елементи плану оборони Херсонської області з урахуванням того факту, що військово-політичне керівництво Російської Федерації з високою ймовірністю не відмовилось від намірів прокласти сухопутний коридор з території РФ до окупованого півострова Крим. У найближчі місяці 15 ОМБр буде продовжувати виконувати завдання у складі ОК «Південь». Крім цього, в ході навчань програму підготовки завершили військовослужбовці 5-ї танкової бригади зі складу ОК «Південь».
В січні 2018 року проходила бойове злагодження на Яворівському полігоні у Львівській області. У маневрах брали участь майже всі підрозділи бригади, які проходили навчання різним видам бою. В батальйонно-тактичних навчаннях, які включають в себе бойові стрільби, були задіяні артилерійські та механізовані танкові підрозділи. Офіцери бригадної артилерійської групи виконували вогневі практичні вправи з усіх видів штатного артилерійського озброєння: 2СЗМ «Акація», 2С1 «Гвоздика», БМ-21 «Град», а також МТ-12 «Рапіра». В ході навчань на різних етапах було приділено увагу тонкощам управління підрозділами під час бою і їх взаємодії в лісистій місцевості, у степу та в місті. Підрозділи бригади відпрацьовували також і питання маневреної оборони й наступу на супротивника, розсічення його порядків і відбиття його контратак. Повідомлялося, що дані навчання проводяться не просто для підвищення рівня бойової підготовки бригади, а для подальшого застосування отриманих навичок в реальному бою, оскільки найближчим часом після завершення злагодження бригада вирушить до зони АТО, де займе позиції на Луганському напрямі.

## Структура
- управління (штаб)
- механізований батальйон
- механізований батальйон
- механізований батальйон
- танковий батальйон
- зенітний ракетно-артилерійський дивізіон
- бригадна артилерійська група:
  - батарея управління та артилерійської розвідки
  - самохідний артилерійський дивізіон 2С3М «Акація»
  - самохідний артилерійський дивізіон 2С1 «Гвоздика»
  - реактивний артилерійський дивізіон БМ-21 «Град»
  - протитанковий артилерійський дивізіон МТ-12 «Рапіра»
- рота снайперів
- розвідувальна рота
- вузол зв'язку
- рота радіоелектронної боротьби
- радіолокаційна рота
- група інженерного забезпечення
- рота РХБ захисту
- батальйон матеріально-технічного забезпечення
- ремонтно-відновлювальний батальйон
- медична рота
- комендантський взвод

## Командування
- (1996—1998) Воробйов Генадій Петрович
- Шаповал Олександр Іванович[6]